# Hervé Bazile
Hervé Bazile (Créteil, 18 de março de 1990) é um futebolista profissional haitiano que atua como meia-atacante.

## Carreira
Hervé Bazile começou a carreira no Guingamp.